# مازن الناطور
مازن الناطور (6 فبراير 1966 -)، ممثل سوري. تخرج في «المعهد العالي للفنون المسرحية بدمشق. يشغل منصب نقيب الفنانين السوريين منذ عام 2025 . أعلن وقوفه مع الثورة السورية منذ بدايتها وكان معارضا لنظام بشار الاسد.

## عن حياته
ولد في مدينة درعا. تخرج في «المعهد العالي للفنون المسرحية» وبعد تخرجه شارك ببطولة الثلاثية التلفزيونية «الغريب» الذي يعتبر أول أعماله الجماهيرية، كما شارك في بداية حياته الفنية في الأداء الصوتي للرسوم المتحركة حيث شارك صوتيًا بعدد من برامج الرسوم المتحركة منها «الكابتن ماجد»، شهرته جاءت بعد دوره في مسلسل جواهر الذي قدم منه 3 أجزاء مع الممثلة مرح جبر وحقق المسلسل نجاحًا ومتابعة كبيرة.

### نقيب الفنانين السوريين
في 5 مارس 2025 أصدر قرار تعينه نقيباً للفنانين السوريين.

## من أعماله

### التلفزيونية
| سنة الإنتاج | اسم المسلسل                             | الشخصية        |
| ----------- | --------------------------------------- | -------------- |
|             | الغريب - ثلاثية تلفزيونية               |                |
| 1985        | أحزان عادية                             |                |
| 1989        | المكافأة                                |                |
| 1989        | النخوة                                  |                |
|             | وإلى لقاء آخر                           |                |
| 1990        | الزاحفون                                |                |
|             | الخصال الثلاثة                          |                |
|             | النذير                                  |                |
| 1991        | التائب                                  |                |
| 1992        | إظهروهن يالنشامى                        |                |
| 1992        | النار والفرقة                           |                |
| 1993        | غدر الزمان                              | درويش          |
|             | فيضة القيصوم                            | رباح           |
|             | بنت الطناب                              | عامر           |
| 1994        | جواهر الجزء الثاني عام 1998 الثالث 2000 | حمد            |
| 1994        | الصياد الصغير                           |                |
| 1994        | الختم والخاتم                           | صايل           |
|             | رحيل جملا                               |                |
|             | تقادير الزمن                            |                |
|             | راعي الجود                              |                |
| 1995        | سماح                                    |                |
| 1995        | خلف الجدران                             |                |
| 1995        | دائرة الانتقام                          |                |
| 1996        | عودة الفارس                             |                |
| 1996        | عدالة الصحراء                           |                |
| 1998        | سفر                                     | عبد العال      |
| 1999        | رمح النار                               | زكريا          |
| 2000        | البواسل                                 | درباس          |
| 2001        | البادية السورية                         |                |
| 2002        | الرحيل إلى الوجه الآخر                  | خالد           |
| 2004        | فارس بني مروان                          | مصعب بن الزبير |
| 2004        | بقعة ضوء 4 حلقات منفصلة                 | عدة شخصيات     |
| 2005        | الحور العين                             |                |
| 2008        | لورنس العرب                             | الأمير فيصل    |
| 2008        | رفيف وعكرمة                             | عكرمة          |
| 2010        | بقعة ضوء 7 حلقات منفصلة                 | عدة شخصيات     |
| 2013        | ذيب السرايا                             |                |
| 2014        | الوعد                                   | ضيف شرف        |
| 2015        | وجوه وأماكن                             |                |
| 2017        | طماشة 6                                 | ضيف شرف        |
| 2022        | حضور لموكب الغياب                       |                |
| 2022        | بستان الشرق                             |                |
| 2023        | ابتسم أيها الجنرال                      | أنيس           |

وقد قام بعام 2006 بالمشاركة في مسلسل أسد الجزيرة مع الفنان محمد المنصور والذي يحكي قصة حاكم الكويت الشيخ مبارك الصباح المعروف باسم مبارك الكبير وقدم من خلاله شخصية الأمير عبد العزيز الرشيد، ولكن تم منع العمل من العرض على القنوات التلفزيونية.

### السينمائية
| سنة الإنتاج | الفيلم     | الشخصية |
| ----------- | ---------- | ------- |
| 1993        | آه يا بحر  | بسام    |
| 2020        | بعد الخميس |         |

### المشاركات الصوتية
| اسم العمل          | نوعه         | صوت شخصية |
| ------------------ | ------------ | --------- |
| مدرسة الكونغ فو    | مسلسل كرتوني | كينتان    |
| كابتن ماجد         | مسلسل كرتوني | بسام      |
| ماوكلي فتى الأدغال | مسلسل كرتوني | شريخان    |

## مواقفه السياسية
كان الناطور من أول الفنانين القلائل الذين أعلنوا وقوفهم مع الثورة السورية وقد اشتهر بمواقفه الجريئة والمعارضة للنظام السوري. ولذلك غادر سورية وعاش في المهجر طيلة سنوات الثورة السورية،  وفقد أفراد من عائلته على يد النظام، منهم ابن أخيه الأكبر، مرهف الناطور، الذي كان طالباً بكلية الهندسة، وقُتل برصاص قناص أثناء محاولته إسعاف والد صديقه إلى المستشفى.  اما اليوم هوا يؤيد الدروز وحكمت الهجري على اجرامو في ابناء بلدو 

## روابط خارجية
- مازن الناطور على موقع قاعدة بيانات الأفلام العربية